# Eufemia Cullámat
Eufemia Campos de Cullámat (13 de agosto de 1960) es una agricultora filipina que sirve como representante en la Cámara de Representantes del estado.
Una defensora de los derechos de los pueblos lumades, opone fuertemente el red-tagging, que es la versión local del macartismo en la excolonia estadounidense, de los que no están completamente de acuerdo con los intereses politicoeconómicos de los colonos de las Bisayas y Luzón y de los extranjeros.